# Normal (Album)
Normal ist das erste Soloalbum des Zürcher Rappers Bligg. Es erschien 2001. Normal war das erste Album eines Schweizer Hip-Hop-Musikers, das Klassifizierungen in der Hitparade erreichen konnte: Es belegte Platz 20 in den Albumcharts. Die Singleauskopplung Alles scho mal ghört war die erste Single eines Schweizer Rappers, die in die Top Ten der Schweizer Hitparade einsteigen konnte. Den Song Raw Dawgz produzierte Bligg mit der bekannten US-amerikanischen Hip-Hop-Band Tha Alkaholiks.

## Titelliste
1. Vorspiel – 0:44
2. Plan B – 3:20
3. Relaxtra (feat. Lexx & Stress) – 3:42
4. Alles scho mal ghört (feat. Emel) – 4:16
5. Dä schäbig Typ – 3:43

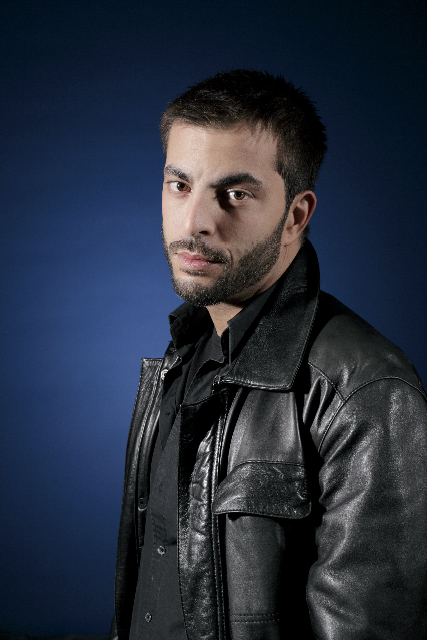
Bligg

6. Du weisch wie’s lauft (feat. Pete Penicka) – 6:10
7. Firlefanz – 4:31
8. Sheanz ma Saiz (feat. Spooman & P. Moos) – 4:29
9. En einsame Wolf – 4:51
10. Deet isch Tüür – 4:24
11. Raw Dawgz (feat. Tha Alkaholiks) – 3:50
12. Pisackers – 3:43
13. Jetzt oder nie (feat. Ivy) – 4:19
14. Entertainer – 3:52
15. Ich gseh dich – 3:44
16. Raw Dawgz Remix (feat. Tha Alkaholiks) – 12:18

Vorspiel
Das Vorspiel des Albums Normal ist ein reines Instrumentalstück.
Plan B
In Plan B berichtet Bligg von seiner Karriere als Rapper, und das es ihm egal sei, was andere Leute von ihm denken. Das Lied ist ein typisches Battle-Rapstück.
Relaxtra (feat. Lexx & Stress)
Relaxtra ist eine der drei Singleauskopplungen des Albums. Der Song handelt davon, dass die Menschen sich entspannen und die Musik geniessen sollen. Die Single erreichte Platz 19 der Charts.
Alles scho mal ghört (feat. Emel)
Die zweite Singleauskopplung des Albums erreichte Platz 7 der Charts. Der Song handelt von Bliggs hoffnungsloser Beziehung.
Dä schäbig Typ
Im Track 5 des Albums Normal erzählt Bligg davon, dass er in seiner Jugend immer ein unbeliebter Verlierer und ein schäbiger Typ gewesen war.
Du weisch wie’s lauft (feat. Pete Penicka)
Der Song Du weisch wie’s lauft handelt davon, dass man auch schwierige Situationen überstehen kann, und dass Hoffnungslosigkeit zu nichts führt.
Firlefanz
Der Song erzählt eine Geschichte. Bligg sitzt mit seiner neuen Freundin im Restaurant und wird plötzlich von einer geheimnisvollen Stimme dazu aufgefordert, Sex mit der Frau zu haben. Auf der Toilette liefern sich die beiden anschliessend einen heftigen Streit.
Sheanz ma Saiz (feat. Spooman & P. Moos)
Sheanz ma Saiz ist die Clique von Bligg, P.Moos und Spooman, den drei bekanntesten Zürcher Rappern. Im Song wird erzählt, das Informationen immer auf dem schnellsten Weg zur Clique kämen.
En einsame Wolf
Dieser Track handelt davon, dass Bligg zwar beliebt und bejubelt sei, in Wirklichkeit allerdings ein Einsamer Wolf, ein Cowboy sei. Der Text enthält auch Elemente aus dem Battle-Rap.
Deet isch Tüür
In Deet isch Tüür erzählt Bligg einer namenlosen Partnerin, dass er genug von ihr habe und dass sie ihn verlassen solle. Im Refrain wird ihr der Weg zur Tür gewiesen.
Raw Dawgz (feat. Tha Alkaholiks) 
In Raw Dawgz wird zu riesigen Partys aufgefordert. Die US-amerikanische Band Tha Alkaholiks nahm diesen Track mit Bligg auf.
Pisackers
Der nach eigenen Angaben allen Hassern und Neidern gewidmete Track richtet sich an alle, die Bligg kritisierten. Er erzählt in dem Song, dass er nie gesagt habe er sei der beste, aber dass ihn das nicht davon abhalten würde, diejenigen die ihn hassen zu dissen.
Jetzt oder nie (feat. Ivy)
In diesem Song erzählt Bligg, dass er seine Karriere als Rapper ernst nehme, und dass er seine Musik jetzt oder nie mache.
Entertainer
In Entertainer berichtet Bligg davon, dass es ihm nicht um Geld und Erfolg gehe, sondern dass er nur aus Liebe zur Musik rappe.
Ich gseh dich
Ich gseh dich ist eine Liebeserklärung an eine namenlose Frau. Bligg erzählt ihr, dass sein Leben nur ihretwegen Sinn mache.
Raw Dawgz Remix
Der Bonustrack auf dem Album ist ein Remix des Songs Raw Dawgz. Er hat einen anderen Beat, der Text ist jedoch derselbe geblieben.
Etwa zwei Minuten nachdem dieser Song zu Ende gegangen ist, ist als Bonus noch ein weiteres Lied zu hören, welches auf der Trackliste des Albums nicht vermerkt ist.

## Illustration
Das Cover zeigt Bligg auf Schwarz-Weissem Grund, mit einer weissen Mütze und einer Drachenförmigen Halskette. Die rechte Hand hält er am Kinn. Oben links im Bild ist der rote Bligg-Schriftzug zu sehen, der auch auf allen Singles und EPs die zu Normal erschienen zu sehen ist. Darunter steht in weissen Buchstaben der Albumtitel. Der CD liegt ein Booklet mit sämtlichen Credits und Songtexten sowie Fotos des Rappers bei.

## Singles
Die erste Singleauskopplung ist Raw Dawgz. Auf dem Album erschien eine Version, auf der die Band Tha Alkaholiks gefeaturt ist. Der Bonustrack auf dem Album ist ein Remix des Tracks mit einem anderen Beat. Der Song erschien Anfang 2001 als Maxi-Single. Die zweite Single aus Normal ist Alles scho mal ghört. Es war die erste Schweizer Rap-Single die es auf Platz 7 und damit in die Top Ten der Schweizer Charts schaffte.
Die dritte Singleauskopplung ist Relaxtra, die Bligg zusammen mit Lexx von Bligg'n'Lexx und Stress von Double Pact produzierte. Relaxtra schaffte es auf Platz 19 der Schweizer Single-Charts.